# Bonifatiusweg

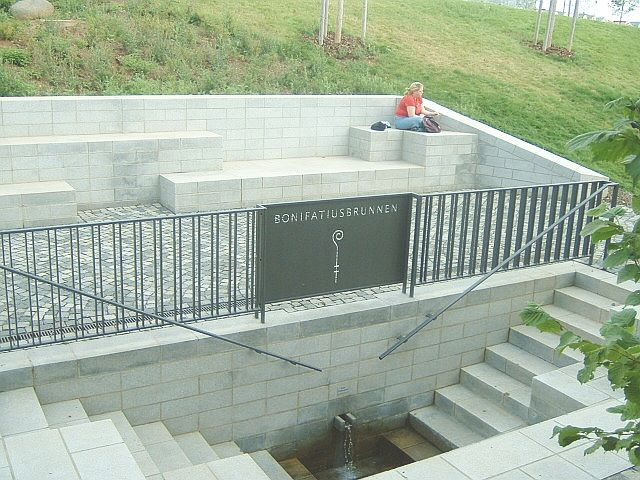
Der Bonifatiusbrunnen unterhalb der Kalbacher Höhe

Der Bonifatiusweg ist ein mittelalterlicher Pilgerweg, der von Hochheim über die Ausläufer des Vortaunus, durch die Wetterau und den Vogelsberg nach Fulda führte.

## Geschichte
Der heilige Bonifatius hatte zu Lebzeiten bestimmt, dass er im Kloster Fulda seine letzte Ruhe finden wollte. Nachdem er am 5. Juni 754 bei Dokkum in Friesland ermordet worden war, wurde sein Leichnam nach Mainz überführt. Am 5. Juli 754 wurde sein Leichnam in der St. Johannis-Kirche für die weitere Überführung vorbereitet. Vermutlich wurden die Eingeweide entfernt, verbrannt und begraben. Der Abt Sturmius und der Mainzer Bischof Lullus geleiteten den siebentägigen Leichenzug an sein Ziel. Am 9. Juli 754 wurden die sterblichen Überreste zunächst mit einem Schiff nach Hochheim gebracht. Von hier ging es auf einem etwa 130 km langen Weg bis nach Fulda. Am 16. Juli 754 erreichte man Fulda und setzte den Leichnam im Kloster Fulda bei. Über lange Zeit pilgerten Gläubige auf den Spuren des Heiligen von Hochheim nach Fulda. Als die Pilgerreisen endeten, geriet der Verlauf des Bonifatiuswegs in Vergessenheit.
Am 10. Juli 2004, zur 1250-jährigen Wiederkehr der Überführung des Leichnams des Heiligen, wurde die sogenannte Bonifatius-Route eröffnet. Hierbei handelt es sich um einen modernen Pilgerweg, dessen Verlauf sich am Bonifatiusweg orientiert.

## Verlauf
Der genaue Verlauf des Bonifatiuswegs ist nicht überliefert. Vielmehr sind lediglich Start- und Endpunkt und die Station in Glauburg, die etwa auf halber Strecke lag, bekannt. Außerdem ist überliefert, dass an den jeweiligen Etappenzielen Kreuze und Kirchen errichtet wurden. Anhand dieser Anhaltspunkte, dem Verlauf von Römerstraßen und der Rekonstruktion mittelalterlicher Straßen (Altstraßen) konnte der Weg größtenteils rekonstruiert werden. Die Strecke wurde in zwölf Etappen von jeweils etwa zehn Kilometern eingeteilt.
| Etappe | Strecke | Start              | Ziel               | Rast                      | Anmerkung |
| ------ | ------- | ------------------ | ------------------ | ------------------------- | --- |
| 1.     | -       | Mainz              | Hochheim           | Nachtlager (9.–10. Juli)  | Transport mit Schiff                                                                                         |
| 2.     | 12,4 km | Hochheim           | Kriftel            | Nachtlager (10.–11. Juli) | Bonifatiuskapelle und Bonifatiuskreuz in Kriftel                                                             |
| 3.     | 9,4 km  | Kriftel            | Eschborn           | Mittagslager              | Weg verläuft etwa 7 km auf Elisabethenstraße, Bonifatiuskreuz zwischen Eschborn und Frankfurt-Sossenheim     |
| 4.     | 7,6 km  | Eschborn           | Frankfurt-Riedberg | Nachtlager (11.–12. Juli) | Bonifatiusbrunnen und Crutzenkirche in Riedberg                                                              |
| 5.     | 10,2 km | Frankfurt-Riedberg | Kloppenheim        | Mittagslager              | Weg verläuft ab Frankfurt-Bonames auf der Römerstraße "Steinstraße", Rast vermutlich auf dem "Schäferköppel" |
| 6.     | 11,4 km | Kloppenheim        | Heldenbergen       | Nachtlager (12.–13. Juli) | Bonifatiuskreuz westlich von Heldenbergen, Rast auf dem Ohlenberg (östlich von Heldenbergen)                 |
| 7.     | 13 km   | Heldenbergen       | Glauburg           | Nachtlager (13.–14. Juli) | Limes-Überquerung                                                                                            |
| 8.     | 11,4 km | Glauburg           | Lißberg            | Mittagslager              | Rast an der Schafskirche                                                                                     |
| 9.     | 11,2 km | Lißberg            | Burkhards          | Nachtlager (14.–15. Juli) | Rast an der Stumpe Kirche                                                                                    |
| 10.    | 8,9 km  | Burkhards          | Grebenhain         | Mittagslager              | Rast an der Meyerbruchquelle                                                                                 |
| 11.    | 14,8 km | Grebenhain         | Blankenau          | Nachtlager (15.–16. Juli) | Rast am Kreppelstein (altes Kreuz)                                                                           |
| 12.    | 16 km   | Blankenau          | Fulda              | -                         | Weg verläuft über Wallfahrtskirche Kleinheiligkreuz                                                          |